# السعيدية (إدلب)
السعيدية قرية سورية تتبع ناحية سلقين في منطقة حارم في محافظة إدلب. بلغ عدد سكانها 1050 نسمة في عام 2004 حسب إحصاء المكتب المركزي للإحصاء.